# إسماعيل نوردييف
إسماعيل نوردييف (بالإنجليزية: Ismail Naurdiev؛ مواليد 18 أغسطس 1996) هو مُقاتل فنون قتالية مختلطة نمساوي .

## وصلات خارجية
- إسماعيل نوردييف على موقع يو إف سي (الإنجليزية)
- إسماعيل نوردييف على موقع شيردوغ (الإنجليزية)